# Carin Gerhardsen
Pour les articles homonymes, voir Gerhardsen.
Carin Gerhardsen, née le 6 décembre 1962 à Katrineholm, est une autrice suédoise de roman policier.

## Biographie
Elle est diplômée de l'Université d'Uppsala. Mathématicienne de formation, elle a été consultante en informatique avant de se consacrer à l'écriture.
Elle réside à Stockholm.

## Œuvre

### Romans

#### Série policière Conny Sjöberg
- Pepparkakshuset, 2008 Publié en français sous le titre La Maison en pain d'épices, traduit par Charlotte Drake et Céline Bellini, éd. Fleuve noir, 2011, 300 p. ; réédition, 10/18 no 4524, 2012
- Mamma, pappa, barn, Stockholm, Ordfront, 2009 Publié en français sous le titre Hanna était seule à la maison, traduit par Charlotte Drake et Patrick Vandar, éd. Fleuve noir, 2012, 352 p.
- Vyssan lull, Stockholm, Pocketförlaget, 2010 Publié en français sous le titre La Comptine des coupables, traduit par Charlotte Drake et Patrick Vandar, éd. Fleuve noir, 2013, 311 p. Book Bloggers'Literature Prize 2010
- Helgonet, Stockholm, Norstedts, 2011Publié en français sous le titre La Dernière Carte, traduit par Charlotte Drake et Céline Bellini, éd. Fleuve noir, 2014, 322 p. ; réédition, 10/18 no 4899, 2015
- Gideons ring, Stockholm, Norstedts, 2012 Publié en français sous le titre Dissonances

#### Autres romans policiers
- På flykt undan tiden, 1992
- Hennes iskalla ögon, 2013